# 凌氏马先蒿
凌氏马先蒿（学名：Pedicularis lingelsheimiana）为列当科马先蒿属的植物，是中国的特有植物。分布在中国大陆的四川等地，生长于海拔3,850米的地区，多生于山上，目前尚未由人工引种栽培。